# 142758 Connolly
142758 Connolly este un asteroid din centura principală de asteroizi.

## Descriere
142758 Connolly este un asteroid din centura principală de asteroizi. A fost descoperit pe 10 octombrie 2002 la Apache Point Observatory în cadrul programului Sloan Digital Sky Survey. Asteroidul prezintă o orbită caracterizată de o semiaxă mare de 2,41 ua, o excentricitate de 0,12 și o înclinație de 0,8° în raport cu ecliptica.